# Кондитерский стиль

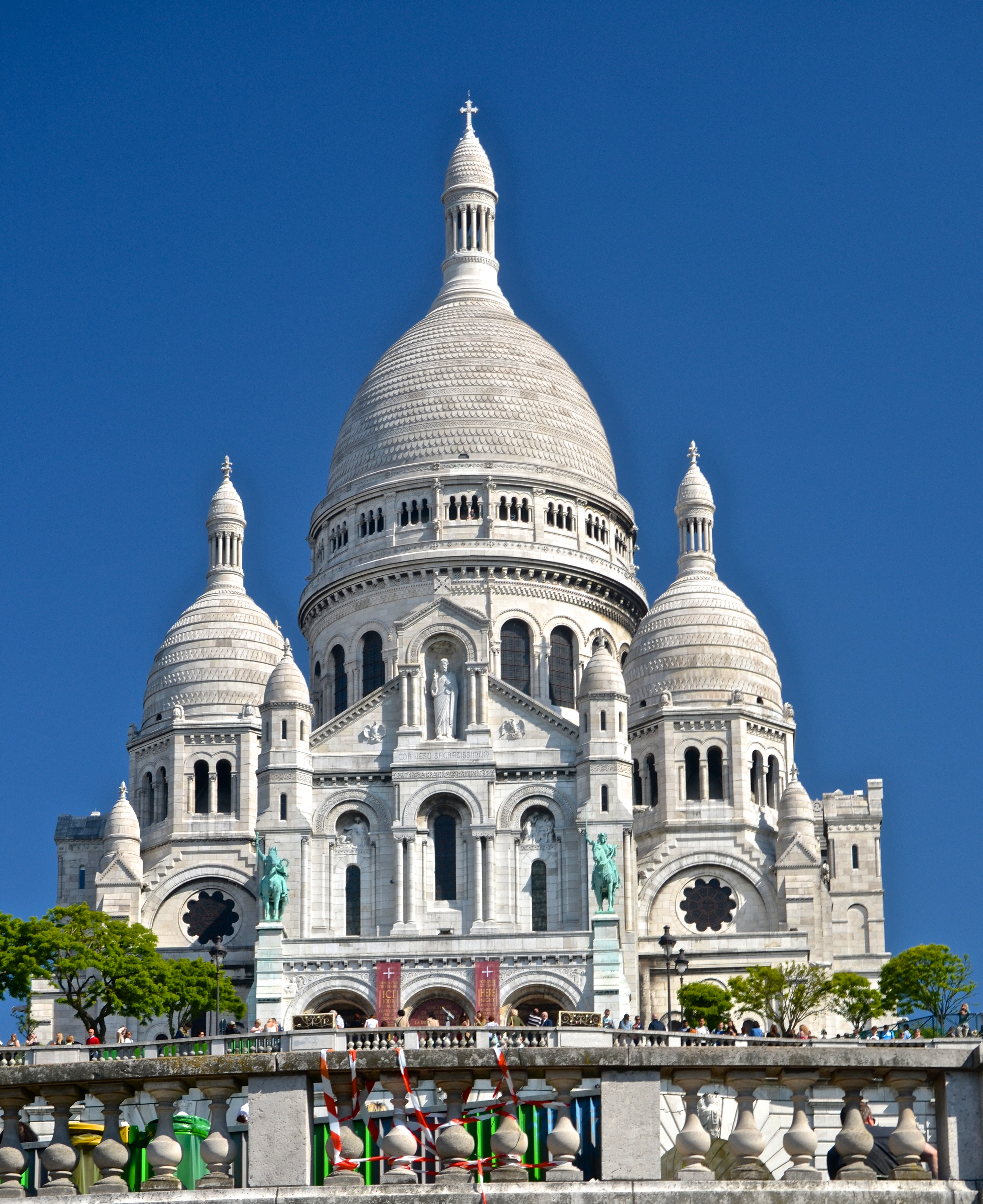
Базилика Сакре-Кёр в Париже

Конди́терский стиль (нем. Zuckerbäckerstil) — пренебрежительный термин, который используется архитекторами в тех случаях, когда проекты их коллег им не нравятся из-за сочетания устаревших, зачастую стилизованных, форм с избыточным украшением фасадов. Название стиля уподобляет постройки пряничным домикам или свадебным тортам.
Термин используется по крайней мере с XVIII века, когда Уильям Чеймберс охарактеризовал так работы своего коллеги и конкурента, Роберта Адама — «Адамов стиль». Крайне сложные кондитерские изделия того времени и в самом деле напоминали произведения архитектуры, заставив Гёте в «Годах учения Вильгельма Мейстера» устами одной из героинь заметить, что если раньше она думала, что кондитер и архитектор учатся в одной и той же школе, то теперь кондитер и тафельдекер, по-видимому, оба имеют в учителях архитектора. В середине XIX века Джон Рёскин пренебрежительно охарактеризовал выражением «кондитерская готика» как английскую готику, так и башни Реймсского собора.
М. Макиннес назвал этот стиль женственным, а Владимир Талепоровский — слащавым.
Немецкий вариант термина стал использоваться в качестве синонима социалистического реализма в архитектуре («сталинское барокко») в связи с критикой новых построек в ГДР западными архитекторами в 1950-х годах. Также упоминается, что кинорежиссёр Федерико Феллини назвал «бредом пьяного кондитера» архитектуру ВДНХ в Москве.
В 1971 году калифорнийский теоретик архитектуры Рейнер Бэнем охарактеризовал как «пряничный стиль» современные здания, в которых детали, «приляпанные повсюду» на простенькие фасады, напоминают глазурь на кондитерском изделии.